# Салжанов, Исламбек Тулеубаевич
Исламбек Тулеубаевич Салжанов (каз. Исламбек Төлеубайұлы Салжанов; 6 октября 1969, Актюбинская область, КазССР) — казахстанский предприниматель, меценат, вошедший в число «100 новых лиц Казахстана», соучредитель и генеральный директор группы компаний «Алтын Қыран». С 9 сентября 2022 года — президент Ассоциации национальных видов спорта Казахстана.

## Биография
Родился в 1969 году в поселке Брусиловка Хобдинского района Актюбинской области. Его отец работал водителем, мать — дояркой; кроме него, в семье было ещё пять детей.
В молодости планировал стать хирургом, окончил Актюбинский государственный мединститут. На 5-6 курсах института стал совмещать учёбу с предпринимательской деятельностью. Прошёл путь от индивидуального предпринимателя до основного акционера и генерального директора группы компаний «Алтын Қыран» («Золотой орёл»).

### Образование
- 1986—1993: Актюбинский государственный медицинский институт по специальности «лечебное дело». Хирург.
- 1993—1997: Институт рынка при Казахской государственной академии управления по специальности «экономика и менеджмент». Экономист.
- 2003—2005: Академия народного хозяйства при Правительстве РФ — Институт бизнеса и делового администрирования, г. Москва, специальность «Маркетинг и управление продажами», диплом МВА.
- 2011—2012: Национальная школа государственной политики при Академии государственного управления при Президенте Республики Казахстан при Университете Дьюка (США).

#### Курсы повышения квалификации
- Московский государственный институт международных отношений (МГИМО), Международный нефтяной бизнес.
- Роттердам: Международная торговля нефтью и нефтепродуктами.
- Лондон: Летняя школа трейдеров. Логистика и международная торговля нефтепродуктами.

### Трудовая деятельность
- 1993—1998 — учредитель и директор МЧП «Максат Капитал» в г. Актобе (посредническая деятельность и оптовая продажа нефтепродуктов).
- 1998—2000 — соучредитель и директор совместного казахстанско-немецкого предприятия «AKZHOL», (строительство и эксплуатация сети АЗС и терминала в Западном Казахстане).
- 2000—2001 — директор Актюбинского филиала ТОО «Казахойл-Продактс».
- 2001—2004 — соучредитель и генеральный директор группы компании «AKZHOL», Актобе.
- С 2004 — соучредитель и генеральный директор группы компаний «Алтын Қыран».
- С 2022 — президент Ассоциации национальных видов спорта Казахстана.

### Награды
- Орден Парасат (2018)[4]
- Орден «Құрмет»[5],
- медаль «Казахстан Республикасының тәуелсіздігіне 10 жыл»,
- медаль «Казахстан Республикасының тәуелсіздігіне 20 жыл»,
- победитель в номинации «Компания 2011 года» в V ежегодной национальной общественной премии «Алтын Жүрек»[6],
- Золотая медаль и диплом «Меценат образования — 2012»[7].
- Победитель в номинации «Развитие экономической интеграции» международного конкурса «Предприниматель года — 2012» (Entrepreneur Of The Year Award) в Казахстане, организованного компанией «Эрнст энд Янг».
- Обладатель золотого «Парыз 2013» в номинации «Лучший социальный проект года».

### Общественная и благотворительная деятельность
- Заместитель председателя Ассамблеи народа Казахстана.
- Сопредседатель дипломатического бизнес-клуба в Республике Казахстан.
- Член Президиума Национальной палаты предпринимателей Казахстана «Атамекен»[8].
- Председатель Регионального совета Палаты предпринимателей Актюбинской области[9].
- Член Ассамблеи народа Казахстана.
- Учредитель и президент международного благотворительного Фонда «Altyn Kyran».
- Председатель YPO Kazakhstan.